# Passalozetes douglasensis
Passalozetes douglasensis är en kvalsterart som beskrevs av Engelbrecht 1974. Passalozetes douglasensis ingår i släktet Passalozetes och familjen Passalozetidae. Inga underarter finns listade i Catalogue of Life.